# 徐良梅
徐良梅（？—？），字和之，贵州贵阳人，清朝政治人物、同進士出身。

## 生平
道光二十一年（1841年）辛丑恩科進士，三甲六十名。道光二十八年，擔任廣東廣州府永安縣知縣（現紫金縣知縣）。后由吳邦彥接任。道光二十九年复任，擔任廣東廣州府永安縣知縣（現紫金縣知縣）。后由伍福接任。咸丰元年九月复任，擔任廣東廣州府永安縣知縣（現紫金縣知縣）。后由吴赞诚接任。